# Боро-Хоро
Боро́-Хоро́ (Бо́рохоро; кит. 博罗科努山) — часть Тянь-Шаньской горной системы в Центральной Азии, служащая водоразделом Джунгарского и Илийского бассейнов. Большая часть расположена на территории Синьцзян-Уйгурского автономного района в Китае, крайние западные отроги заходят на территорию Казахстана. На фоне других горных систем региона Боро-Хоро выделяется своими отвесными стенами, резко расчленённым узким гребнем,  дикими, недоступными ущельями, крупными предгорьями, обилием влаги и крайним однообразием его флоры. В западной части хребта располагается горное озеро Сайрам-Нур.

## Характеристика
С геологией хребта российские путешественники подробно ознакомились в 1871—1881 гг., когда Илийский край был под контролем войск Российской империи. Длина хребта составляет порядка 250 км, максимальная высота достигает 4 500 м, благодаря чему в восточной, наиболее возвышенной его части наблюдается оледенение альпийского типа (насчитывается около 50 ледников). Сам хребет представляет собой высокую и сплошную стену, имеющую весьма короткое северное заложение. Благодаря этому предгорья коротки и круты, а речных долин не существует. Неразвитые предгорья не позволяют снеговым водам собраться в могучие реки; последние почти не имеют притоков и текут в узком бассейне. Речные долины в верховьях заменяются щелями, едва проходимыми даже для пешеходов, в среднем течении каньонами, стены которых представляют аллювиальный конгломерат. Глубина подобных речных лож очень значительна и у некоторых (например, реки Кийтык) превышает 300 м. Террас практически нет, и река становится заметной только при непосредственном приближении. Самая крупная из рек — Кийтык. В том месте, где Боро-Хоро ответвляется от горного узла Дос-Меген-Ора, он очень высок; снег лежит здесь значительными массами и пестрит главнейшие из его притоков; перевал Улан-Усу, единственный здесь, очень недоступен летом.

## Флора
Очень крутой гребень Боро-Хоро изрезан ущельями и почти лишен всякой растительности. Замечательно, что осыпей здесь почти нет, щебень же и громадные обломки нередко сплошь заполняют днище ущелий, по которым капля по капле струится снеговая вода. Благодаря крутизне стен здесь негде укорениться растительности, но тем пышнее развивается она на предгорьях и более покатых склонах хребта, которые как бы подпирают осевой скалистый массив. Последний исчезает под лугом только к западу от реки Джиргалты, т. е. в местах наибольшего понижения хребта. Где только образовалась площадка или не слишком крутой склон — там появилась ель. Ель сплошными непроходимыми зарослями одевает Боро-Хоро от гребня до самой подошвы и вместе с так называемыми кислыми лугами составляет господствующий здесь покров почвы. Каменистая степь широким поясом окружает горы Боро-Хоро, отделяя их от культурной зоны, расстилающейся вдоль северной дороги (Бей-лу). Кустарники и широколиственный лес теснятся только в ущельях, мешаясь здесь с елью. Яблонь здесь мало, зато попадается малина (Rubus idaeus), как известно, не найденная в Среднем и Западном Тянь-Шане.

## Западная часть хребта (Казахстанская сторона)
Хребет Борохоро расположен на территории Казахстана и Китая. Средняя и восточная часть хребта Боро-Хоро находятся в Китае, западной частью являются горы Токсанбай (Джунгарский Алатау). На хребте расположены ущелья Хоргос, Шыжын, Тышкан, Коктал и Усек. На юге от хребта простирается Илийская долина; на севере хребет отделяется от Джунгарского Алатау ущельями Коксу и Казан; долина Барохудзир отделяет Джунгарское Алатау от гор Алтын Эмель. Самая высока вершина гор Токсанбай имеет высоту 4 370 метров. Хребет складывается из пород метаморфит рифея, интрузивных образований рифея, раннего и позднего палеозоя, эффузивных горных пород девона и карбона, осадочные породы кембрия, ордовика, девона и карбона. Отложения плиоцена и кангломераты раннего плейстоцена распространены у подножия хребта. Поднятие хребта началось 2,5 млн. лет назад и происходит по настоящее время. 